# Houillères de la Sarre
La Saarbergwerke AG ou Charbonnages de la Sarre (Saarberg en abrégé) était une entreprise minière dont le siège était situé à Sarrebruck et exploitant un bassin houiller alentour, sur 116 000 ha, ayant produit plus de 16 millions de tonnes par an, à son sommet, avec 65 000 mineurs.
Elle produisait également de l'électricité, du coke et des sous produits chimiques de la cokéfaction. Aujourd'hui (en 2007), l'entreprise appartient à Deutsche Steinkohle AG (DSK),  sous le nom de RAG Saarberg GmbH. Jusqu'en 1998, elle était l'une des plus importantes entreprises allemandes faisant partie des «actifs fédéraux industriels» (entreprises d'État).
Il restait environ 3200 employés des mines de Sarre et du site régional de Sarrebruck (main-d'œuvre, localisation, services géospatiaux et services commerciaux), y compris l'atelier central de Hirschbach à Sulzbach, et ils généraient un chiffre d'affaires d'environ 300 millions d'euros en 2008. Les quelque 1 700 employés qui travaillaient directement dans l'extraction, en Sarre produisaient environ 1,35 million de tonnes de houille en 2010. La production de charbon dans le district de la Sarre a pris fin le 30 juin 2012.

## Histoire

### Les origines
La production de houille est très ancienne en Sarre. Le plus ancien document connu remonte à 1429 (sur la seigneurie d'Ottweiler).  Entre 1744 et 1749, les mines du comte de Nassau-Sarrebruck produisaient environ 3 600 tonnes/an.
L'initiative du prince de Nassau-Saarbrücken a joué un grand rôle dans le développement et la concentration de l'activité charbonnière entre les mains de l'État, ce qui la différenciait de l'exploitation minière dans d'autres régions (Ruhr, Nord de la France). En 1790, environ 50 000 tonnes de houille étaient extraites par 270 mineurs chaque année. Sous la domination française (1793-1814), les gisements de charbon ont d'abord été cartographiés et des concessions définies, mais l'État français est resté le maître d'œuvre, de sorte qu'en 1816, après le démembrement de l'Empire français,  l'État prussien, installé en Sarre pour contenir la pression française, a repris l'exploitation des mines à son compte et a notamment exigé la livraison de l'atlas cartographique des mines achevé depuis peu. À cette époque, l'industrie de la Lorraine, toute proche, avait un grand besoin de sources d'énergie qui n'existaient pas localement (salines, sidérurgie, industries diverses, marché domestique), et la pression sur le bois faisait monter les prix. Or les conditions d'exploitation du bassin sarrois étaient relativement favorables, permettant des rendements élevés. En 1850, 600 000 tonnes par an étaient extraites. C'est l'arrivée des chemins de fer qui alors fit bondir la production : 1855, 1,5 million de tonnes, avec 10 095 ouvriers et en 1869, 3,44 millions de tonnes.
D'un point de vue technique, les mines de charbon de la Sarre ont souvent joué un rôle de pionnier. Par exemple en 1862, l'extraction par câble a été introduite pour la première fois au siège minier sarrois de Von der Heydt (Sarrebrück). C'est aussi en Sarre qu'a été construite la première cokerie d'Allemagne.
À partir de 1920, les mines de charbon ont été administrées par l'État français. Dans l'Accord de Rome (1934), le rachat des mines par l'État allemand a été convenu. Pendant la Seconde Guerre mondiale, de nombreux travailleurs forcés russes et internés militaires italiens ont été utilisés dans les mines.
En juillet 1945, les autorités américaines ont rendu les fosses à l'administration française des mines. En 1948, la Régie des Mines de la Sarre succéda à la Saargruben AG liquidée. En 1949, 16,3 millions de tonnes de charbon ont été extraites par 65 000 mineurs.

### Histoire de l'entreprise
Après la signature du traité de Luxembourg (traité de la Sarre) en 1956, Saarbergwerke AG a été fondée en septembre 1957. Le principal actionnaire est devenu la République fédérale d'Allemagne (74% des parts), la Sarre détenait le reste. Dès la fin des années 50, la crise du charbon (de) a conduit à des mesures de rationalisation qui ont affecté à la fois l'organisation de l'entreprise et la production totale de charbon. De nouveaux domaines d'activité ont également été recherchés (diversification). Le commerce des produits pétroliers (carbochimie) en particulier était une activité florissante. A cet effet, une raffinerie a été construite à Klarenthal, près de Sarrebruck - en coopération avec les partenaires français (houillères du Bassin de Lorraine). La raffinerie de la Sarre a été mise en service en 1967. Mais dès le début des années 1970, la production de produits pétrochimiques a de nouveau été abandonnée en raison de la hausse rapide du prix des produits pétroliers. En outre, Saarbergwerke AG a participé, entre autres. depuis 1963 à SaarGummi (de) GmbH à Büschfeld, depuis 1964, à la division outillage de Dowidat-Werke Saar GmbH, depuis 1966, à DEMINEX (Deutsche Mineralöl-Explorationsgesellschaft mbH). Elle a acquis la majorité des parts d'Erdölwerke Frisia AG à Emden et en 1963-65 a fondé Petrocarbona GmbH à Bexbach, qui fabriquait et vendait des produits en mousse synthétique.
Les mines de charbon de la Saarbergwerke ont été progressivement fusionnées en mines plus grandes, appelées mines composites, ou fermées. C'est ainsi que sont nées les mines composites Göttelborn-Reden, Warndt-Luisenthal et Ensdorf. L'avant-dernière mine, la mine composite Göttelborn-Reden, a été fermée le 1er septembre 2000, et les mines composites Warndt-Luisenthal et Ensdorf ont été combinées pour former la mine de la Sarre. Le 17 juin 2005, l'extraction de houille a été arrêtée sur les sites Warndt / Luisenthal. Depuis lors, le charbon n'est exploité que sur le site d'Ensdorf de la mine de la Sarre. Le financement sur la Sarre a pris fin le 30 juin 2012.

### Épilogue
L'extraction de charbon a disparu de la Sarre, ce qui oblige la sidérurgie locale (héritage historique des charbonnages) à s'approvisionner ailleurs, à Rotterdam. Mais cette sidérurgie a réussi à se maintenir (2020) et l'économie sarroise s'est largement diversifiée, par de nouveaux établissements de la filière automobile et plus récemment par le développement des services informatiques, en plus des services métropolitains d'une grande agglomération d'un million de personnes, dans la clairière sarroise de la forêt du Palatinat.

### Chiffres clés et repères historiques
| Années | Production (tonnes) | Effectif employé |
| ------ | ------------------- | ---------------- |
| 1790   | 50.000              | 300              |
| 1816   | 100.000             | 917              |
| 1830   | 200.000             | 1245             |
| 1855   | 1.500.000           | 10.095           |

En 1913, la production s'élève à 12 300 000 tonnes. Les houillères de Sarre ont atteint leur maturité.
|                                            | 1957   | 1975   | 2006  | 2010  |
| ------------------------------------------ | ------ | ------ | ----- | ----- |
| Production de houille (millions de tonnes) | 16,3   | 9      | 3,7   | 1,4   |
| Effectif total                             | 58 290 | 16 980 | 3 908 | 3 200 |
| dont : mineurs de fond                     | 40 630 | 10 950 |       | 1 680 |

## Siège social
Pendant de nombreuses années, Saarberg a été le siège de la direction des mines de Sarrebruck, qui a été construit de 1877 à 1880, selon les plans des architectes Martin Gropius et Heino Schmieden dans le style néo-renaissance (), avant d'emménager dans le bâtiment administratif voisin, populairement connu sous le nom de " Blauer Bock ", dans les années 1970.

## Autres établissements de la Saarbergwerke
Comme tous les grands charbonnages, la Saarberg a construit et exploité des établissements de transformation du charbon, des cokeries (notamment la première cokerie d'Allemagne) et trois grandes centrales électriques : Fenne à Völklingen, Weiher à Quierschied et la centrale de Bexbach à Bexbach. Dans certains cas, ces centrales étaient directement reliées aux mines voisines par des bandes transporteuses, de sorte que l'approvisionnement était possible sans transport coûteux. Ces centrales font désormais partie du consortium STEAG. 
La cokerie de Fürstenhausen,  à Völklingen, qui appartenait conjointement aux sidérurgistes sarrois et aux mines de la Sarre, était approvisionnée en charbon depuis la mine de Luisenthal au moyen d'un convoyeur à bande circulant dans un tunnel sous la Sarre.